# Elsa Raven
Elsa Raven (Charleston, 21 de septiembre de 1929 - Los Ángeles, 3 de noviembre de 2020) fue una actriz estadounidense, reconocida principalmente por su participación en los seriados Amen y Wiseguy.

## Biografía
Iniciando su carrera como actriz en la década de 1970, Raven registró un pequeño papel en la película de ciencia ficción de 1985 Back to the Future como la mujer que reúne donaciones entre los ciudadanos para preservar la torre del reloj reloj tal cual, en oposición a la iniciativa del alcalde Wilson de reemplazarla. Años después interpretó el papel de Ida Straus en el largometraje Titanic junto con Lew Palter, quien encarnó a su esposo Isidor Straus. Otras apariciones notables de la actriz incluyen producciones como The Amityville Horror, Twilight Zone: The Movie, Indecent Proposal y La desafortunada vida social de Ethan Green.
Raven falleció el 3 de noviembre de 2020 en Los Ángeles a los 91 años.

## Filmografía

### Cine
- The Honeymoon Killers (1970) – Matron
- The Gang That Couldn't Shoot Straight (1971) – Sra. Water Buffalo
- Lady Liberty (1971) – Policía
- South of Hell Mountain (1971)
- A Fan's Notes (1972) – Deborah
- The Cracker Factory (1979) – Turista
- The Amityville Horror (1979) – Sra. Townsend
- Fatso (1980) – Esposa de Phil
- American Pop (1981) – Hannele
- The Postman Always Rings Twice (1981) – Matron
- Paternity (1981) – Enfermera
- Second Thoughts (1983) –  Enfermera
- Twilight Zone: The Movie (1983) – Enfermera
- Back to the Future (1985) – Mujer del reloj
- Creator (1985) – Sra. Mallory
- The Moderns (1988) – Gertrude Stein
- Another You (1991) – Voluntaria
- Indecent Proposal (1993)
- In the Line of Fire (1993)
- Fearless (1993)
- One Night Stand (1995) – Sra. Salvatore
- Titanic (1997) – Ida Straus
- Face to Face (2001) – Abuela
- The 4th Tenor (2002) – Madre
- The Mostly Unfabulous Social Life of Ethan Green (2005)
- The Cutter (2005) – Sra. Rosen
- Miriam (2006) – Levya
- Answers to Nothing (2011) – Sra. Harrison

### Televisión
- Million Dollar Infield (1982) – Dra. Isabel Armen
- Quincy, M.E. (1978–1982) – Nurse Angela Davenport
- The A-Team (1983–1984) – Clara Dickerson
- Highway to Heaven (1985) – Sra. Zabenko
- General Hospital (1986) – Tessie
- Freddy's Nightmares (1988) – Sra. Wildmon
- Amen (1989–1990) – Inga
- Wiseguy (1987–1990) – Carlotta Terranova Aiuppo
- Get a Life (1991) – Marta
- The Fresh Prince of Bel-Air (1992) – Ida Pollock
- Murphy Brown (1993) – Sra. Kobolakis
- Seinfeld (1994) – Madre
- 3rd Rock from the Sun (1999) – Florence
- Everybody Loves Raymond (2004) – Sra. Lopman